# Green Bay Packers 1922
La stagione 1922 dei Green Bay Packers è stata la seconda della franchigia nella National Football League. La squadra, allenata da Curly Lambeau, ebbe un record di 4-3-3, terminando ottava in classifica.
Dopo la stagione 1921 i Packers furono rimossi dalla lega, dopo che venne allo scoperto che avevano utilizzato sotto falso nome giocatori di Notre Dame. Nel 1922 quindi si trattò tecnicamente di una nuova franchigia con il nome Green Bay Athletic club e fu registrata nella lega con il nome di Green Bay Blues. Si ritornò al nome originale l'anno successivo poiché la maggior parte delle squadre della lega aveva continuato a chiamarli Packers.

## Calendario
| Stagione regolare |                  |                             |           |        |
| Gara              | Data             | Avversario                  | Risultato | Record |
| 1                 | 1 ottobre 1922   | at Rock Island Independents | S 14–19   | 0–1    |
| 2                 | 8 ottobre 1922   | Racine Legion               | S 6–10    | 0–2    |
| 3                 | 15 ottobre 1922  | at Chicago Cardinals        | S 3–16    | 0–3    |
| 4                 | 22 ottobre 1922  | at Milwaukee Badgers        | P 0–0     | 0–3–1  |
| 5                 | 29 ottobre 1922  | Rock Island Independents    | P 0–0     | 0–3–2  |
| 6                 | 5 novembre 1922  | Columbus Panhandles         | V 3–0     | 1–3–2  |
| 7                 | 12 novembre 1922 | Minneapolis Marines         | V 14–6    | 2–3–2  |
| 8                 | 19 novembre 1922 | at Racine Legion            | P 3–3     | 2–3–3  |
| 9                 | 26 novembre 1922 | Milwaukee Badgers           | V 13–0    | 3–3–3  |
| 10                | 3 dicembre 1922  | at Racine Legion            | V 14–0    | 4–3–3  |

## Classifiche
| Classifica NFL            |    |   |   |       |     |     |     |
|                           | V  | S | P | %     | PF  | Ps  | STR |
| Canton Bulldogs           | 10 | 0 | 2 | 1.000 | 184 | 15  | V6  |
| Chicago Bears             | 9  | 3 | 0 | .750  | 123 | 44  | S1  |
| Chicago Cardinals         | 8  | 3 | 0 | .727  | 96  | 50  | V1  |
| Toledo Maroons            | 5  | 2 | 2 | .714  | 94  | 59  | S2  |
| Rock Island Independents  | 4  | 2 | 1 | .667  | 154 | 27  | S1  |
| Racine Legion             | 6  | 4 | 1 | .600  | 122 | 56  | S1  |
| Dayton Triangles          | 4  | 3 | 1 | .571  | 80  | 62  | V1  |
| Green Bay Packers         | 4  | 3 | 3 | .571  | 70  | 54  | V2  |
| Buffalo All-Americans     | 5  | 4 | 1 | .556  | 87  | 41  | V2  |
| Akron Pros                | 3  | 5 | 2 | .375  | 146 | 95  | S3  |
| Milwaukee Badgers         | 2  | 4 | 3 | .333  | 51  | 71  | S3  |
| Oorang Indians            | 3  | 6 | 0 | .333  | 69  | 190 | V2  |
| Minneapolis Marines       | 1  | 3 | 0 | .250  | 19  | 40  | S1  |
| Louisville Brecks         | 1  | 3 | 0 | .250  | 13  | 140 | V1  |
| Evansville Crimson Giants | 0  | 3 | 0 | .000  | 6   | 88  | S3  |
| Rochester Jeffersons      | 0  | 4 | 1 | .000  | 13  | 76  | S4  |
| Hammond Pros              | 0  | 5 | 1 | .000  | 0   | 69  | S2  |
| Columbus Panhandles       | 0  | 8 | 0 | .000  | 24  | 174 | S8  |

Note: I pareggi non venivano conteggiati ai fini della classifica fino al 1972.